# Women's National Basketball Association 2020
La Women's National Basketball Association 2020 è stata la ventiquattresima edizione della lega professionistica statunitense.
Vi partecipavano dodici franchigie, divise in due conference. Al termine della stagione regolare (22 gare), le migliori otto partecipavano ai play-off.
Il titolo è stato conquistato per la quarta volta dalle Seattle Storm. La Most Valuable Player è stata A'ja Wilson delle Las Vegas Aces.

## Stagione regolare

### Eastern Conference
|  |    | Classifica finale 2020 | V  | P  | PtF | PtS |
|  | -- | ---------------------- | -- | -- | --- | --- |
|  | 1. | Chicago Sky            | 12 | 10 | -   | -   |
|  | 2. | Connecticut Sun        | 10 | 12 | -   | -   |
|  | 3. | Washington Mystics     | 9  | 13 | -   | -   |
|  | 4. | Atlanta Dream          | 7  | 15 | -   | -   |
|  | 5. | Indiana Fever          | 6  | 16 | -   | -   |
|  | 6. | New York Liberty       | 2  | 20 | -   | -   |

### Western Conference
|  |    | Classifica finale 2020 | V  | P  | PtF | PtS |
|  | -- | ---------------------- | -- | -- | --- | --- |
|  | 1. | Las Vegas Aces         | 18 | 4  | -   | -   |
|  | 2. | Seattle Storm          | 18 | 4  | -   | -   |
|  | 3. | Los Angeles Sparks     | 15 | 7  | -   | -   |
|  | 4. | Minnesota Lynx         | 14 | 8  | -   | -   |
|  | 5. | Phoenix Mercury        | 13 | 9  | -   | -   |
|  | 6. | Dallas Wings           | 8  | 14 | -   | -   |

## Vincitore
| Campione WNBA 2020        |
| ------------------------- |
| Seattle Storm (4º titolo) |

## Statistiche
| Categoria             | Giocatore            | Squadra            | Stat |
| --------------------- | -------------------- | ------------------ | ---- |
| Punti per gara        | Arike Ogunbowale     | Dallas Wings       | 22,8 |
| Rimbalzi per gara     | Candace Parker       | Los Angeles Sparks | 9,7  |
| Assist per gara       | Courtney Vandersloot | Chicago Sky        | 10,0 |
| Palle rubate per gara | Alyssa Thomas        | Connecticut Sun    | 2,0  |
| Stoppate per gara     | A'ja Wilson          | Las Vegas Aces     | 2,0  |
| FG%                   | Ruthy Hebard         | Chicago Sky        | 68,2 |
| FT%                   | Tiffany Mitchell     | Indiana Fever      | 95,1 |
| 3FG%                  | Alysha Clark         | Seattle Storm      | 52,2 |

## Premi WNBA
- WNBA Most Valuable Player: A'ja Wilson, Las Vegas Aces
- WNBA Defensive Player of the Year: Candace Parker, Los Angeles Sparks
- WNBA Coach of the Year: Cheryl Reeve, Minnesota Lynx
- WNBA Rookie of the Year: Crystal Dangerfield, Minnesota Lynx
- WNBA Most Improved Player: Betnijah Laney, Atlanta Dream
- WNBA Sixth Woman of the Year: Dearica Hamby, Las Vegas Aces
- WNBA Finals Most Valuable Player: Breanna Stewart, Seattle Storm
- WNBA Basketball Executive of the Year: Dan Padover, Las Vegas Aces
- All-WNBA First Team:
  - Courtney Vandersloot, Chicago Sky
  - Arike Ogunbowale, Dallas Wings
  - A'ja Wilson, Las Vegas Aces
  - Breanna Stewart, Seattle Storm
  - Candace Parker, Los Angeles Sparks
- All-WNBA Second Team:
  - Diana Taurasi, Phoenix Mercury
  - Skylar Diggins, Phoenix Mercury
  - DeWanna Bonner, Connecticut Sun
  - Napheesa Collier, Minnesota Lynx
  - Myisha Hines-Allen, Washington Mystics
- WNBA All-Defensive First Team:
  - Alysha Clark, Seattle Storm
  - Betnijah Laney, Atlanta Dream
  - Brianna Turner, Phoenix Mercury
  - Alyssa Thomas, Connecticut Sun
  - Elizabeth Williams, Atlanta Dream
- WNBA All-Defensive Second Team:
  - Ariel Atkins, Washington Mystics
  - Brittney Sykes, Los Angeles Sparks
  - Breanna Stewart, Seattle Storm
  - Napheesa Collier, Minnesota Lynx
  - A'ja Wilson, Las Vegas Aces
- WNBA All-Rookie First Team:
  - Crystal Dangerfield, Minnesota Lynx
  - Julie Allemand, Indiana Fever
  - Chennedy Carter, Atlanta Dream
  - Jazmine Jones, New York Liberty
  - Satou Sabally, Dallas Wings